# Friedrich Strack (Pädagoge)
Friedrich Strack, auch Chr. Friedrich Leberecht Strack (* 9. Mai 1781 in Kloster Roßleben; † 25. Juli 1852 in Bremen) war ein  deutscher Pädagoge, Professor in Bremen, evangelischer Kirchenlieddichter und Naturkundler.

## Biografie
Strack besuchte die Klosterschule Roßleben, studierte Theologie und Philosophie an der Universität Leipzig und wurde Magister sowie zum Dr. phil. promoviert. Er war anfänglich als Prediger tätig. Seine weitere pädagogische Ausbildung erhielt er in Halle (Saale). Ab 1806 war er in Halle als Lehrer tätig, ab 1810 in Wertheim am Main und 1814 am Gymnasium in Düsseldorf.
1817 wurde zum Vorsteher der Vorschule im Eschenhof an der Domsheide in Bremen, eine Abteilung der neugegründeten Hauptschule in Bremen, berufen. Er verfasste mehrere pädagogische Schriften und brachte zwei Gedichtbände heraus. Später ernannte Bremen ihn zum Professor. Er war stark interessiert an naturwissenschaftlichen Themen. Auch als Übersetzer von Schriften von Aristoteles und Plinius der Jüngere war er tätig. 1818 ließ er einen Turnplatz für die Schüler einrichten. Eine Steinzeichnung von ihm von R.F.C. Suhrlandt entstand 1823.
Besondere Verbreitung fand eine Sammlung geistlicher Gedichte, die er unter dem Titel: Eloah. Erhebungen des Herzens zu Gott in einer Reihe von Gesängen und metrischen Gebeten herausgab; sie erschien zuerst 1814 (Frankfurt a. M. bei Brönner) und danach in sechs Folgeauflagen. 1820 wurde er Mitglied der Leopoldina.
Die von Strack zu Lebzeiten noch besorgte deutsche Übersetzung der Naturgeschichte von Plinius dem Älteren wurde zwischen 1853 und 1855 postum durch dessen in der Düsseldorfer Zeit geborenen Sohn Max Ernst Dietrich Lebrecht (* 7. März 1806 in Düsseldorf; † 11. Januar 1883 in Berlin) in überarbeiteter Form herausgegeben (3 Bände).

## Werke
- Die Briefe des Plinius des Jüngeren. 2 Bände, Frankfurt am Main 1819
- Julius Cäsars Denkwürdigkeiten aus dem Gallischen Kriege. Otto Hendel, Halle.
- Selbst-Erfahrung oder Selbst-Entsagung? Goethes Deutung und Kritik des Pietismus in ’Wilhelm Meisters Lehrjahre’.
- Evolution des Geistes. Jena um 1800
- Eloah. Erhebungen des Herzens zu Gott...  Frankfurt am Main, 1814
- Naturgeschichte in Bildern mit erläuterndem Text. Arnz & Co., Düsseldorf 1819–1826 online
- Caius Plinius Secundus: Naturgeschichte. Uebersetzt und mit erläuternden Registern versehen von Christian Friedrich Lebrecht Strack. Ueberarbeitet und herausgegeben von Max Ernst Dieter Lebrecht Strack. 3 Bde. Heyse, Bremen 1853–1855 (Bd. 1, 1853: ; Bd. 2, 1854: ; Bd. 3, 1855 )